# Sóshartyán
Sóshartyán é um município da Hungria, situado no condado de Nógrád. Tem 12,14 km² de área e sua população em 2015 foi estimada em 975 habitantes.